# Катий Лепид
Катий Лепид (на латински: Catius Lepidus) e политик и сенатор на Римската империя. Произлиза от фамилията Катии, която е от италийски произход.
Той e суфектконсул през неизвестна година. Баща е на Секст Катий Клементин Присцилиан (консул 230 г.).